# Peig Sayers
Peig Sayers (Dún Chaoin, 29 marzo 1873 – Dingle, 8 dicembre 1958) è stata una scrittrice e seanachaí irlandese di lingua irlandese.

## Biografia
Nata Máiréad (Margaret) Sayers nella frazione di Vicarstown del paese di Dunquin nella contea di Kerry, ultima figlia della famiglia, fu soprannominata Peig similmente alla madre, Margaret "Peig" Brosnan, di Castleisland. Il padre Tomás Sayers era un noto narratore di racconti che trasmise in gran parte alla figlia. All'età di 12 anni fu costretta a terminare gli studi e lavorare come donna di servizio presso la famiglia Curran nel vicino paese di Dingle, di cui disse di essere stata trattata bene. Vi passò due anni finché dovette ritornare a casa per motivi di salute.
Passò i due anni successivi lavorando sempre come donna di servizio per i membri della classe media, allora in grande espansione a causa degli esiti della "Guerra della terra". Aveva in progetto di raggiungere il suo migliore amico Cáit Boland in America; ma egli le scrisse di avere subito un incidente, di conseguenza non avrebbe potuto sostenere il costo del viaggio. Il 13 febbraio 1892 Peig si trasferì nell'isola del Grande Blasket, in seguito al matrimonio con il pescatore Pádraig Ó Guithín (Patrick Guiheen), nativo dell'isola. Ebbero 11 figli, dei quali 6 sopravvissero.
Lo studioso norvegese Carl Marstrander, che visitò l'isola nel 1907, spinse Robin Flower, del British Museum di Londra, a recarsi alle Isole Blasket. Flower fu entusiasta delle storie e dei racconti di Peig, che registrò e portò all'attenzione del mondo accademico.
Negli anni '30 del '900 un'insegnante di Dublino, Máire Ní Chinnéide, regolare visitatrice delle Isole, esortò Peig a raccontare le storie della sua vita al figlio Micheál. Peig era analfabeta della lingua irlandese; invece aveva frequentato gli anni di scuola in inglese, allora l'unica lingua ammessa. Perciò non scrisse direttamente i suoi due libri, che quindi consistono in ricordi dettati ad altri. Dettò dunque la propria biografia al figlio Micheál, il quale poi inviò le pagine manoscritte a Máire Ní Chinnéide a Dublino, che le fece pubblicare nel 1936 con il titolo "Peig".

Per parecchi anni, a partire dal 1938, Peig dettò 350 leggende antiche e racconti popolari, di fantasmi e religiosi a Seosamh Ó Dálaigh della "Irish Folklore Commission" (Commissione irlandese del folklore), che vennero raccolti nel suo secondo libro: Machnamh Seanmhná (An Old Woman's Reflections/Le riflessioni di una donna anziana). Seán Ó Súilleabháin, un precedente archivista della "Commission", parlò di lei come di
La scrittrice continuò a vivere nell'isola fino al 1942, quando ritornò nel paese natale di Dunquin. Fu in seguito trasferita in un ospedale a Dingle, dove morì nel 1958, e venne sepolta nel cimitero di Dunquin. I suoi figli, ad eccezione di Micheál, emigrarono negli USA, dove vivono con i discendenti nella città di Springfield (Massachusetts), tradizionale luogo d'immigrazione degli abitanti delle Isole Blasket.

## Opere

### Peig
Questa autobiografia costituisce una delle più famose espressioni del tardo genere del "Revival gaelico" basato in storie personali sugli abitanti delle Isole Blasket e altri luoghi remoti dell'Irlanda; similmente alle memorie di Maurice O'Sullivan (Fiche Bliain ag Fás/Twenty Years a-Growing), di Tomás Ó Criomhthain (An tOileánach/The Islandman) e al documentario Man of Aran di Robert J. Flaherty. Questo genere letterario fu presto oggetto di derisione, soprattutto tra i più cosmopoliti abitanti delle maggiori città irlandesi, a causa della sua rappresentazione implacabile degli stenti della vita rurale. Le parodie di questo stereotipo raggiunsero il culmine con la satira di An tOileánach, scritta da Flann O'Brien con il titolo An Béal Bocht (La povera bocca).
Peig descrive gli ultimi anni di decadenza dello stile di vita tradizionale delle zone di lingua irlandese, caratterizzato dalla miseria, dal cattolicesimo fervente, e dai ricordi popolari di violenze di gruppo, della grande carestia e delle leggi penali. Il tono spesso triste del libro è già chiaro dalle parole iniziali:
Il libro costituì per molto tempo una lettura obbligatoria per le scuole medie irlandesi. In quanto si tratta di un libro ricco di argomenti senz'altro tristi, ad esempio la sua seconda parte elenca una serie disgrazie familiari, la sua presenza nei programmi scolastici irlandesi fu criticata per anni. Causò ad esempio il seguente commento da parte del senatore John Minihan presso il Senato irlandese nel 2006, discutendo sui miglioramenti da apportare ai programmi scolastici:

#### Spettacoli tratti dal libro
Nello spettacolo televisivo Paddy Wackery, trasmesso dal canale di lingua irlandese TG4, l'attrice Fionnula Flanagan recitò la parte del fantasma di Peig Sayers, inviato a Dublino per recuperare la fede nella lingua irlandese.
La commedia musicale Peig: The Musical!, scritta in collaborazione da Julian Gough, da Gary MacSweeney e dalla "Flying Pig Comedy Troupe", fu basata, anche se molto liberamente, sull'autobiografia della scrittrice.

### Machnamh Seanmhná
An Old Woman's Reflections (Riflessioni di una donna anziana) è la raccolta dei succitati racconti popolari.